# Ectropis fernaldaria
Ectropis fernaldaria là một loài bướm đêm trong họ Geometridae.